# Far Away (canção de Nickelback)
"Far Away" é um single da banda canadense Nickelback. Lançado entre o final de 2005 e o começo de 2006 nos Estados Unidos e em 13 de fevereiro de 2006 no Reino Unido. Foi lançado como quarto single de All the Right Reasons, mas o segundo na Europa. Far Away alcançou a posição #8 nos EUA, fazendo All the Right Reasons o único álbum de Nickelback até agora a ter mais de um hit top dez. O guitarrista e cantor líder da banda, Chad Kroeger, descreveu esta canção em turnê na Austrália como a "única canção de amor real" que o Nickelback tem. Ele descreveu muitas outras como "sendo sobre o amor" mas não apenas sobre "estar apaixonado".
A canção foi relançada no Reino Unido em 22 de setembro de 2008, seguindo o sucesso de "Rockstar" e o relançamento de "Photograph". Este lançamento alcançou número 41 até agora no UK Singles Chart, uma posição menor quer a original alcançada no gráfico, embora esse relançamento tenha sido apenas para download.

## Canção
"Far Away" foi um enorme sucesso nos Estados Unidos e tornou-se o quarto single top dez na Billboard Hot 100, alcançando a posição #8. A canção foi o segundo single top dez depois do primeiro single do álbum, "Photograph", que alcançou número dois no gráfico. A canção foi também um hit #1 no gráfico pop e Adult Top 40. Em adição, Far Away conseguiu grande sucesso no US Digital e Adult Contemporary. A música, no entanto, não foi tocada em rádios de rock pela natureza pop rock mais suave. 
"Far Away" foi a segunda canção de Nickelback a alcançar o número um no ARC Weekly Top chart. A primeira foi "How You Remind Me", que permaneceu no número nas duas últimas semanas de 2001.
"Far Away" foi também tocada na série de drama Cold Case, da CBS e na série Bones da FOX.

## Videoclipe
O videoclipe de "Far Away" foi apresentado primeiro no V-Spot, da VH1. Filmado em Green Timbers Parks em Surrey, Colúmbia Britânica, fora de Vancouver. O clipe começa com um casal na cama, quando um celular toca e o marido é obrigado a sair. É revelado que ele é um bombeiro e é chamado para ajudar na luta contra um incêndio florestal.
Durante a música, vemos os bombeiros bem no meio do fogo, que rapidamente esgota todos e os obriga a recuar. O marido volta para ajudar um bombeiro caído, e vê o helicóptero sair sem ele. Depois que o marido vê o helicóptero sair, uma árvore grande e com fogo é vista caindo, presumivelmente em cima dele. Após esta cena, vemos que a esposa dele assiste à notícia sobre o fogo.
Mais tarde, ela recebe uma ligação e fica acabada, parecendo que ela foi informada que seu marido morreu. Ela corre para fora para ver vários bombeiros saírem de um caminhão... incluindo seu marido, coberto de fuligem. Ela corre para ele e o abraça, e o clipe termina. O clipe também mostra cenas com a banda tocando em uma grande sala, vermelha e laranja, repleta de luzes.

## Faixas e formatos
CD single (RU) (7 de fevereiro de 2006)
1. "Far Away" [versão álbum] – 4:01
2. "Far Away" [versão editada] – 3:42
3. "Mistake" [ao vivo em Edmonton] – 5:11
4. "Photograph" [acústico] Rolling Stone Original – 6:55
5. "Far Away" [vídeo]

CD single (14 de fevereiro de 2006)
1. "Far Away" [versão editada] – 3:42
2. "Mistake" [ao vivo em Edmonton] – 5:11
3. "Photograph" [acústico] Rolling Stone Original – 6:55

Deluxe edition (26 de janeiro de 2006)
1. "Far Away" [versão álbum] – 4:01
2. "Far Away" [versão editada] – 3:42

## Tabelas musicais
| Paradas (2006–08)                             | Melhor posição |
| --------------------------------------------- | -------------- |
| Austrália (ARIA)                              | 2              |
| Áustria (Ö3 Austria Top 75)                   | 22             |
| Bélgica (Ultratop 50 de Flandres)             | 45             |
| Canadá (Canadian Hot 100)                     | 50             |
| Canadá (Billboard AC)                         | 18             |
| Canadá (Billboard CHR/Top 40)                 | 3              |
| Canadá (Billboard Hot AC)                     | 1              |
| República Checa (Rádio Top 100)               | 56             |
| Europa (Billboard European Hot 100 Singles)   | 69             |
| Irlanda (IRMA)                                | 17             |
| Países Baixos (Dutch Top 40)                  | 18             |
| Países Baixos (Single Top 100)                | 31             |
| Nova Zelândia (Recorded Music NZ)             | 2              |
| Eslováquia (Rádio Top 100)                    | 56             |
| Suécia (Sverigetopplistan)                    | 51             |
| Suíça (Schweizer Hitparade)                   | 41             |
| Reino Unido (UK Singles Chart)                | 40             |
| Estados Unidos (Billboard Hot 100)            | 8              |
| Estados Unidos (Billboard Adult Contemporary) | 5              |
| Estados Unidos (Billboard Adult Top 40)       | 1              |
| Estados Unidos (Billboard Mainstream Top 40)  | 1              |